# タラ・スペンサー＝ナイアン
タラ・スペンサー＝ナイアン（Tara Spencer-Nairn、1978年1月6日 - ）は、カナダの女優。

## 出演作品
- リスナー 心を読む青い瞳 シーズン4（サンディ）
- リスナー 心を読む青い瞳 シーズン3（サンディ）
- リスナー 心を読む青い瞳 シーズン2（サンディ）
- ブラッドシェッド (2002)<OV>	出演
- グリフィルキン／おとぼけ悪魔氷上バトル